# Team NSP-Ghost
Das Team NSP-Ghost war ein deutsches Radsportteam aus Elztal im Odenwald.
Das Team wurde Ende 2010 gegründet und nahm seit der Saison 2011 als Continental Team an der UCI Europe Tour teil. Teammanager war Thomas Kohlhepp, Sportlicher Leiter Lars Wackernagel und Berater Erik Weispfennig. Die Schweizer NSP AG war Haupt- und Namenssponsor des bis zum Ablauf der Saison von der NSP Marketing AG betriebenen Teams, dessen Betrieb ab der Saison 2013 durch die neu gegründete Firma NSP Sports & Experience erfolgt. Das Team wurde zum Saisonende 2013 aufgelöst.

## Saison 2013

### Erfolge in der UCI Europe Tour
| Datum         | Rennen                                      | Kat. | Sieger            |
| ------------- | ------------------------------------------- | ---- | ----------------- |
| 24. März      | 6. Etappe Tour de Normandie                 | 2.2  | Tino Thömel       |
| 10. April     | 1. Etappe Tour du Loir-et-Cher              | 2.2  | Tino Thömel       |
| 12. April     | 3. Etappe Tour du Loir-et-Cher              | 2.2  | Tino Thömel       |
| 14. April     | 5. Etappe Tour du Loir-et-Cher              | 2.2  | Tino Thömel       |
| 10.–14. April | Gesamtwertung Tour du Loir-et-Cher          | 2.2  | Tino Thömel       |
| 4. Mai        | 3. Etappe Szlakiem Grodów Piastowskich      | 2.1  | Tino Thömel       |
| 27. Juni      | 2. Etappe Course de la Solidarité Olympique | 2.1  | Michael Schweizer |
| 29. Juni      | 4. Etappe Course de la Solidarité Olympique | 2.1  | Sebastian Forke   |
| 1. September  | Ronde van Midden-Nederland                  | 1.2  | Sebastian Forke   |

### Zugänge – Abgänge
| Zugänge           | Team 2012               | Abgänge          | Team 2013           |
| ----------------- | ----------------------- | ---------------- | ------------------- |
| Thomas Bonnin     | Team Argos-Shimano      | Steffen Radochla | Euskaltel Euskadi   |
| Michael Schweizer | Nutrixxion Abus         | Daniel Domínguez | Doltcini-Flanders   |
| Sebastian Baldauf | RSC Auto-Brosch Kempten | Yannick Mayer    | Team Baier Landshut |
|                   |                         | René Obst        | Karriereende        |
|                   |                         | Lucas Schädlich  | Karriereende        |
|                   |                         | René Heinze      | Unbekannt           |

### Mannschaft
| Name              | Geburtstag        | Nationalität | Team 2014                    |
| ----------------- | ----------------- | ------------ | ---------------------------- |
| Sebastian Baldauf | 22. Februar 1989  | Deutschland  | MLP Team Bergstraße          |
| Thomas Bonnin     | 10. Mai 1989      | Frankreich   |                              |
| Jacob Fiedler     | 20. Juni 1987     | Deutschland  | Team Ur-Krostitzer-Univega   |
| Sven Forberger    | 9. April 1982     | Deutschland  | Team Jenatec Thüringen       |
| Sebastian Forke   | 13. März 1987     | Deutschland  | Christina Watches-Kuma       |
| Markus Fothen     | 9. September 1981 | Deutschland  | Karriereende                 |
| Sergej Fuchs      | 21. Februar 1987  | Deutschland  |                              |
| René Hooghiemster | 30. Juli 1986     | Niederlande  | Koga Cycling Team            |
| Léo Menville      | 11. Oktober 1988  | Frankreich   |                              |
| Stefan Schäfer    | 6. Januar 1986    | Deutschland  | LKT Team Brandenburg         |
| Jonas Schmeiser   | 11. Juli 1987     | Deutschland  | RSC Kempten                  |
| Michael Schweizer | 16. Dezember 1983 | Deutschland  | Synergy Baku Cycling Project |
| Tino Thömel       | 6. Juni 1988      | Deutschland  | Team Stuttgart               |

## Platzierungen in UCI-Ranglisten
UCI America Tour
| Saison    | Mannschaftswertung | Fahrerwertung                            |
| --------- | ------------------ | ---------------------------------------- |
| 2011      | 33.                | Yannick Mayer (326.) Björn Thurau (326.) |
| 2012-2013 | -                  | -                                        |

UCI Asia Tour
| Saison | Mannschaftswertung | Fahrerwertung            |
| ------ | ------------------ | ------------------------ |
| 2011   | 51.                | Markus Eichler (168.)    |
| 2012   | -                  | -                        |
| 2013   | 65.                | Michael Schweizer (228.) |

UCI Europe Tour
| Saison | Mannschaftswertung | Fahrerwertung      |
| ------ | ------------------ | ------------------ |
| 2011   | 41.                | Tino Thömel (116.) |
| 2012   | 60.                | Tino Thömel (180.) |
| 2013   | 41.                | Tino Thömel (57.)  |